# (21291) Mercalli
(21291) Mercalli est un astéroïde de la ceinture principale découvert en 1996.

## Description
(21291) Mercalli a été découvert le 12 novembre 1996 sur le site Campo Imperatore de observatoire de Rome (Italie), par Andrea Boattini et Fernando Pedichini.

### Caractéristiques orbitales
L'orbite de cet astéroïde est caractérisée par un demi-grand axe de 2,34 UA, un périhélie de 2,24 UA, une excentricité de 0,05 et une inclinaison de 7,31° par rapport à l'écliptique. Du fait de ces caractéristiques, à savoir un demi-grand axe compris entre 2 et 3,2 UA et un périhélie supérieur à 1,666 UA, il est classé, selon la JPL Small-Body Database, comme objet de la ceinture principale.

### Caractéristiques physiques
(21291) 1996 VG6 a une magnitude absolue (H) de 15,7 et un albédo estimé à 0,308.